# Лонгфорд Таун
ФК «Лонгфорд Таун» (ірл. Cumann Peile Bhaile Longfort) — ірландський футбольний клуб з міста Лонгфорд, заснований у 1924 році. Виступає у Першій лізі. Домашні матчі приймає на стадіоні «Строукстаун Роуд», потужністю 4 500 глядачів.

## Титули
- Володар Кубка Ірландії (2): 2003, 2004
- Володар Кубка ірландської ліги (1): 2004